# Carrollton (Misisipi)
Carrollton es un pueblo del Condado de Carroll, Misisipi, Estados Unidos. Según el censo de 2000 tenía una población de 408 habitantes.

## Demografía
Según el censo de 2000, había 408 personas, 85 hogares y 62 familias residiendo en la localidad. La densidad de población era de 202,0 hab./km². Había 99 viviendas con una densidad media de 49,0 viviendas/km². El 50,00% de los habitantes eran blancos y el 50,00% afroamericanos.
Según el censo, de los 85 hogares en el 24,7% había menores de 18 años, el 57,6% pertenecía a parejas casadas, el 10,6% tenía a una mujer como cabeza de familia, y el 25,9% no eran familias. El 24,7% de los hogares estaba compuesto por un único individuo, y el 17,6% pertenecía a alguien mayor de 65 años viviendo solo. El tamaño promedio de los hogares era de 2,27 personas, y el de las familias de 2,65.
La población estaba distribuida en un 8,3% de habitantes menores de 18 años, un 27,9% entre 18 y 24 años, un 34,3% de 25 a 44, un 18,1% de 45 a 64, y un 11,3% de 65 años o mayores. La media de edad era 31 años. Por cada 100 mujeres había 312,1 hombres. Por cada 100 mujeres de 18 años o más, había 340,0 hombres.
Los ingresos medios por hogar en la localidad eran de 48.750 dólares ($), y los ingresos medios por familia eran 53.333 $. Los hombres tenían unos ingresos medios de 21.667 $ frente a los 23.750 $ para las mujeres. La renta per cápita para la ciudad era de 13.536 $. El 6,5% de la población y el 6,9% de las familias estaban por debajo del umbral de pobreza. El 8,3% de los menores de 18 años y el 10,6% de los habitantes de 65 años o más vivían por debajo del umbral de pobreza.

## Geografía
Según la Oficina del Censo de los Estados Unidos, la localidad tiene un área total de 2,0 km², todos ellos correspondientes a tierra firme.